# Fecundació in vitro
La fecundació in vitro (FIV o IVF per les seves inicials anglòfones) és una tècnica a través de la qual es realitza la fecundació de l'oòcit per part de l'espermatozoide fora del cos de la mare. La FIV és el principal tractament per a la infertilitat quan els altres mètodes de reproducció assistida no han tingut èxit. El procés implica el control hormonal del procés ovulatori, l'extracció dels oòcits de l'ovari matern, i la seva fecundació pels espermatozoides en un medi líquid extern. L'oòcit fecundat (zigot) es transfereix a l'úter de la pacient amb la intenció d'iniciar un embaràs.

## In vitro
El terme "in vitro" és un terme en llatí que significa en el vidre. S'utilitza perquè en els primers experiments biològics on es realitzaven cultius de teixits fora dels organismes vius dels quals procedien, es van fer servir contenidors de vidre, com el tub d'assaig, la proveta o la placa de Petri. Actualment, el mot in vitro es refereix a qualsevol procediment biològic que es realitza fora de l'organisme en el que tindria lloc normalment, per a distingir-lo d'un experiment in vivo, on el teixit roman dins de l'organisme viu en el que normalment es troba.
Col·loquialment, als nounats concebuts a través de FIV se'ls anomena nounats proveta, encara que normalment la fecundació in vitro es realitza en plaques de Petri; les plaques de Petri utilitzades més sovint són fetes de plàstic, encara que el nom de FIV es conserva.

## Indicacions
Inicialment la FIV es va desenvolupar per a superar problemes d'infertilitat degudes a problemes en les trompes de Fal·lopi, però posteriorment es va observar que la tècnica tenia èxit també en altres situacions d'infertilitat. La introducció de la injecció intracitoplasmàtica d'esperma (ICSI) va solucionar en gran manera els problemes d'infertilitat masculina.
Per això, perquè un tractament de FIV tingui èxit, és necessari disposar d'un oòcit sa, espermatozoides que puguin fecundar i un úter que pugui mantenir un embaràs. Encara que en alguns països els tractaments de FIV estan coberts pels serveis sanitaris socials, normalment s'utilitza aquesta tècnica quan les altres opcions han fallat, degut als costos associats.
Això significa que la FIV pot utilitzar-se en dones menopàusiques, utilitzant oòcits procedents d'una donant. També és una tècnica que pot considerar-se en pacients que han patit una pèrdua total o parcial de fecunditat degut a un tractament agressiu davant d'una patologia greu (com el càncer).

## Mètode

### Estimulació ovàrica
La fecundació in vitro s'inicia el tercer dia de la menstruació mitjançant una sèrie de fàrmacs per estimular el desenvolupament de múltiples fol·licles als ovaris.
En la majoria de pacients s'utilitzen injeccions de gonadotropines (habitualment anàlegs de la FSH), realitzant controls freqüents dels nivells d'estradiol i del creixement fol·licular mitjançant ecografies ginecològiques. Normalment es necessiten uns 10 dies d'injeccions. L'ovulació espontània durant el cicle es preveu amb l'ús d'agonistes o antagonistes de la GnRH, que bloquegen l'aparició natural de la LH.

### Extracció d'oòcits
Quan es considera que la maduració dels fol·licles és adequada, s'administra a la pacient gonadotropina coriònica humana. Aquesta molècula, que actua com a anàleg de l'hormona luteïnitzant (LH), provocarà l'ovulació al voltant de les 36 hores següents a la injecció, però el procediment d'extracció té lloc just abans que això ocorri. L'extracció dels oòcits es realitza per via transvaginal, utilitzant una agulla guiada per ultrasons, que punxa la paret vaginal per arribar als ovaris. Els oòcits s'aspiren per l'agulla, i el fluid fol·licular es trasllada al laboratori per a identificar els oòcits. El procediment d'extracció dura al voltant de 20 minuts i pot realitzar-se amb anestèsia general o local.

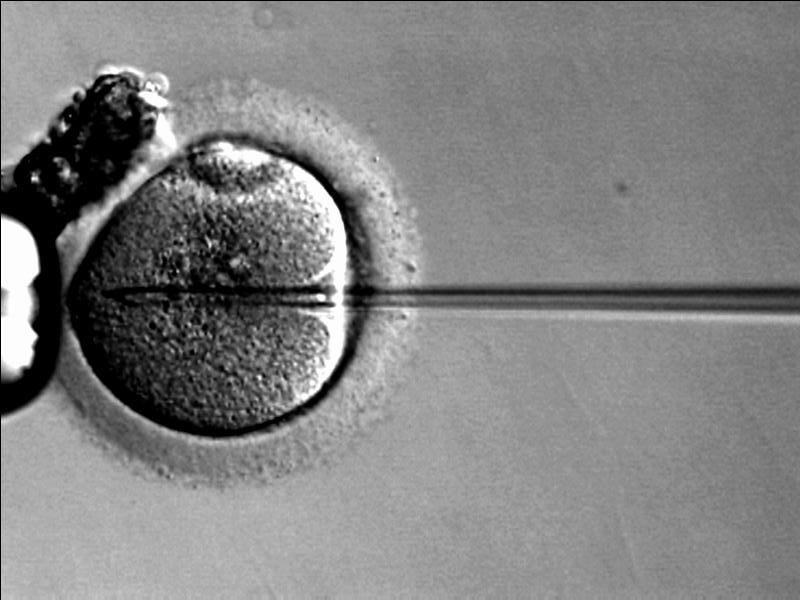
Injecció d'un oòcit durant una ICSI

### Fecundació
Un cop al laboratori, els oòcits extrets es netegen, eliminant les cèl·lules que els envolten i preparant-los per a la fecundació. Al mateix temps, l'esperma es prepara per a la fecundació, eliminant les cèl·lules inactives i el flux seminal. Si l'esperma prové d'un donant, probablement s'haurà preparat abans de ser congelat i posat en quarantena, i quan es descongela està llest per a ser utilitzat. L'esperma i l'oòcit s'incuben junts (75.000 espermatozous per cada oòcit aproximadament) en el medi de cultiu durant unes 18 hores. La fecundació hauria d'ocórrer en aquest període i l'oòcit fecundat hauria de presentar dos pronuclis. Quan el nombre d'espermatozous és baix, un únic espermatozou s'injecta directament a l'oòcit, mitjançant la injecció intracitoplasmàtica d'espermatozous (ICSI). L'òvul fecundat passa a un medi de cultiu especial i es manté aproximadament allà 48 hores fins que presenta 6-8 cèl·lules.

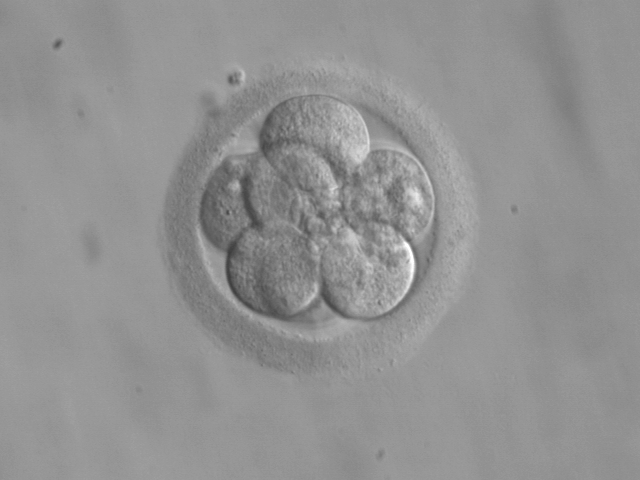
Embrió de 8 cèl·lules preparat per ser transferit.

### Selecció
Els laboratoris especialitzats en FIV han desenvolupat mètodes de puntuació per a jutjar la qualitat dels oòcits i dels embrions. Normalment, els embrions que han arribat a l'estadi de 6-8 cèl·lules es transfereixen entre 2 i 3 dies després de l'extracció. No obstant això, els embrions es mantenen en cultiu per un període més llarg (uns 5 dies), i la transferència es realitza en l'estadi de blastocist, sobretot si s'observen molts embrions de 3 dies de bona qualitat. En el cas de oligoastenoespèrmies severes és important arribar a l'estadi de blastocist doncs sovint molts embrions paren el seu desenvolupament. També és important remarcar que la vitrificació de blastocists continua tenint taxes força baixes.
Les transferències en l'estadi de blastocist mostren millors taxes d'embaràs.

### Transferència d'embrions
Els embrions són puntuats per l'embriòleg segons el nombre de cèl·lules, la paritat del creixement i el grau de fragmentació. Normalment, per a millorar les possibilitats d'implantació i embaràs, es transfereixen diversos embrions simultàniament. El nombre d'embrions que es transfereixen és en funció del nombre disponible, l'edat de la dona, consideracions diagnòstiques i limitacions legals (en alguns països, el nombre màxim es limita a dos o tres). Els embrions que es consideren "millors" es transfereixen a l'úter de la dona a través d'un catèter de plàstic molt fi, que s'introdueix a través de la vagina i el cèrvix i es controla mitjançant la seva visualització per ultrasons.

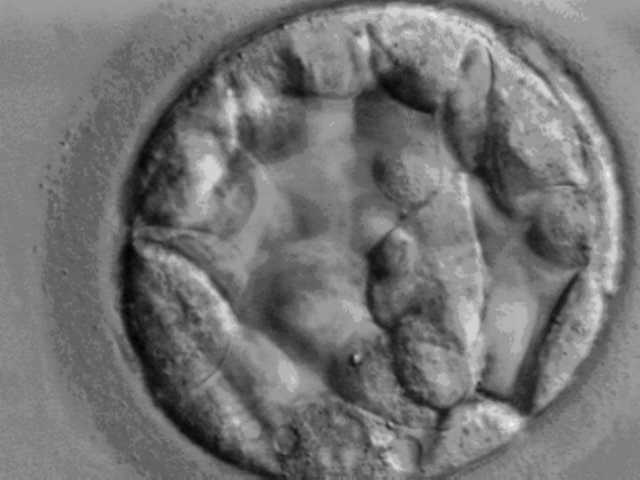
Blastocist preparat per a ser transferit.

## Taxes d'èxit
Als Estats Units d'Amèrica la taxa de nascuts vius via FIV és al voltant del 27% per cicle (amb una taxa d'embaràs del 33%), però les possibilitats d'èxit varien molt depepent de l'edat de la dona (o més concretament, de l'edat dels oòcits que s'utilitzen). Quan s'utilitzen els mateixos oòcits de la dona (i no de donant), per les dones per sota dels 35 anys, la taxa d'embaràs és al voltant del 43% per cicle (36,5% de nascuts vius), mentre que per a dones per sobre dels 40, la taxa cau dràsticament, fins a només un 4% per a dones amb més de 42 anys. Altres factors que determinen la taxa d'èxit inclouen la qualitat dels oòcits i els espermatozous, la salut de l'úter i l'experiència de la clínica. Normalment es transfereixen diversos embrions simultàniament, per a millorar la taxa d'èxit, el que té com a contrapartida el risc d'embaràs múltiple.
Una tècnica recent consisteix a submergir un embrió en un cultiu de nutrients durant 5 dies fins que arriba a l'estadi de blastocist. Els biòlegs determinen llavors quins embrions són els que tenen més possibilitats de desenvolupar-se segons l'evolució observada cada 24 hores durant aquests 5 dies. Els de millor qualitat es transfereixen a l'úter de la dona. D'aquesta manera és possible millorar la taxa d'embaràs sense augmentar el risc d'embaràs múltiple. Aquesta és una tècnica relativament nova i està en fase d'experimentació.
Els programes de FIV generalment publiquen les seves taxes d'embaràs. Tanmateix, és difícil fer comparacions entre clíniques, a causa del fet que els resultats són conseqüència de moltes variables. A més, els resultats també depenen molt del tipus de pacient seleccionat.
Hi ha moltes raons per les quals pot no aconseguir-se un embaràs després d'un tractament de FIV i transferència d'embrions, entre els quals s'inclouen:
- El moment de l'ovulació pot haver-se interpretat incorrectament, o bé no es pot predir o bé pot no ocórrer.
- Els intents d'obtenir oòcits que es desenvolupin durant el cicle controlat poden no tenir èxit.
- Els oòcits obtinguts poden ser anormals o poden haver estat malmesos durant l'extracció.
- La mostra de semen no és adequada.
- La fecundació dels oòcits per a generar embrions pot no ocórrer.
- La divisió cel·lular dels oòcits per a generar embrions no es dona.
- L'embrió pot desenvolupar-se incorrectament.
- La implantació no es duu a terme.
- Mal funcionament dels equips, infeccions o errors humans o altres factors imprevistos i incontrolables, que poden resultar en la pèrdua o dany dels oòcits, de la mostra de semen o dels embrions.[4]

D'acord amb un estudi suec de l'any 2005 publicat a la revista Oxford "Human Reproduction", 166 dones van ser controlades començant un mes abans dels seus cicles de FIV, i els resultats no van mostrar correlació significativa entre els resultats de la FIV i l'estrès psicològic. L'estudi concloïa amb la recomanació a les clíniques que seria possible reduir l'estrès experimentat pels pacients de FIV durant el protocol de tractament, informant-los dels resultats de l'estudi. Encara que potser l'estrès psicològic experimentat durant un cicle pot no afectar el resultat del FIV, és possible que l'experiència de la FIV pugui resultar en estrès que augmenti les probabilitats de depressió. Només les conseqüències econòmiques de la FIV (si es recorre a una clínica privada) pot generar ansietat i resultar aclaparant. Amb tot, per a moltes parelles l'alternativa és la infertilitat, i l'experiència de la infertilitat en si mateixa també pot causar estrès i depressió.

## Complicacions
La major complicació de la FIV és el risc d'embaràs múltiple. Aquest està relacionat directament amb la pràctica de transferir embrions múltiples per augmentar la taxa d'embaràs. Els embarassos múltiples estan relacionats amb un increment en el risc d'avortament, complicacions obstètriques, naixement prematur i morbidesa neonatal amb la possibilitat de dany a llarg termini. En molts països existeixen límits estrictes quant al nombre màxim d'embrions que poden transferir-se, per reduir el risc d'embaràs múltiple. També pot ocórrer una divisió espontània de l'embrió a l'úter (com en l'embaràs tradicional), però aquest és un cas estrany, que genera bessons idèntics. Un estudi clínic va seguir l'embaràs després de la FIV que va generar 73 nounats (33 nens i 40 nenes) i va concloure que el 8,7% dels nounats únics i el 54,2% dels bessons tenien un pes al néixer < 2500 gr. En cicles on es transfereixen dos embrions la probabilitat de tenir un embaràs bessoner és del 12% i de tenir un embaràs triple és del 3%.
Un altre risc de l'estimulació ovàrica és el desenvolupament de la síndrome d'hiperestimulació ovàrica, amb un risc per a la pacient inferior a l'1%.
Si el problema d'infertilitat subjacent està relacionat amb anormalitats en l'espermatogènesi, és possible que la descendència masculina tingui major risc de presentar el mateix problema.

## Defectes en els nounats
El tema de la presència de defectes associats a la tècnica de FIV roman en controvèrsia. La majoria d'estudis demostren que no existeix un increment significatiu després d'una FIV, mentre que altres estudis sostenen aquest fet.

## Criopreservació d'embrions
Quan es generen embrions múltiples després de la FIV, els pacients poden escollir congelar els embrions que no es transfereixen a l'úter de la dona. Aquests embrions es mantenen en nitrogen líquid i poden mantenir-se per molt temps. Als Estats Units d'Amèrica existeixen actualment prop de 500.000 embrions congelats. L'avantatge és que els pacients que no aconsegueixen concebre després del primer cicle de FIV poden reintentar-ho utilitzant els embrions congelats, sense haver de realitzar un nou cicle de FIV complet: només haurien de realitzar la transferència d'aquests embrions, sense passar de nou per l'estimulació, l'extracció i la fecundació. En el cas de pacients que aconsegueixen un embaràs, poden mantenir-los per a un segon embaràs posterior. Els embrions restants procedents de FIV poden donar-se a altres dones o parelles.
Si segueixen existint embrions criopreservats que, pel temps que porten congelats o per altres motius, no s'utilitzen per a la seva implantació, poden ser utilitzats en dues alternatives (que normalment estan regulades per lleis molt estrictes) que són la donació per a la investigació i la destrucció. En el cas de la donació d'embrions per a la investigació, aquesta s'ha de dur a terme en centres acreditats i basant-se en projectes autoritzats per les autoritats pertinents.
Normalment, s'estableixen períodes postfecundació per començar a investigar i, un cop acabada la investigació, no es permet fer-los servir en una transferència embrionària. La investigació amb embrions procedents de FIV ha permès fins al moment la realització d'estudis de cèl·lules mare, de gran importància en la comprensió del desenvolupament embrionari i l'avanç de les teràpies regeneratives de teixits. Quant a la destrucció dels embrions congelats, es considera com a última alternativa, a petició explícita dels progenitors, o quan no són necessaris i no està autoritzada la seva donació a altres parelles ni tampoc ho està per a ser usats en investigació.

### Criopreservació d'oòcits
La criopreservació d'oòcits madurs sense fertilitzar ha estat realitzada amb èxit, per exemple en dones que tenen una alta probabilitat de perdre les seves reserves d'oòcits a causa del fet que han de ser sotmeses a un procés de quimioteràpia.

### Criopreservació de teixit ovàric
La criopreservació de teixit ovàric interessa a les dones que volen preservar la seva funció reproductora més enllà del límit natural, o en aquelles que tenen una capacitat reproductiva amenaçada per una teràpia agressiva contra el càncer, per exemple.

## Intervencions associades
Existeixen algunes variacions o millores de la FIV, com ara la injecció intracitoplasmàtica d'esperma (ICSI), la transferència de zigots intrafal·lopiana (TZIF), la transferència de gàmetes intrafal·lopiana (TGIF) i el diagnòstic genètic preimplantacional (DGP).

### ICSI
La injecció intracitoplasmàtica d'esperma (ICSI) és un desenvolupament recent associada a la FIV que permet injectar directament un espermatozoide en l'oòcit utilitzant tècniques de micromanipulació.
S'utilitza quan els espermatozoides tenen dificultats per a penetrar en l'oòcit, i en aquest cas es pot utilitzar l'esperma del company o donador. La ICSI també s'utilitza quan el recompte d'espermatozoides és molt baix.

### TZIF
En la TZIF (ZIFT en anglès), els oòcits s'extrauen de la dona, són fecundats in vitro, i els embrions se situen a les trompes de Fal·lopi, en lloc de l'úter.

### TGIF
En la TGIF (GIFT en anglès), els oòcits s'extrauen de la dona i se situen en una de les trompes de Fal·lopi, junt amb els espermatozoides de l'home. Per tant, aquesta variació és en realitat una fecundació in vivo i no in vitro.

### DGP
El DGP pot realitzar-se en els embrions prèviament a la transferència. Un test similar però més general és l'haplotipat genètic preimplantacional o HGP (PGH en anglès). Tanmateix, la taxa d'èxit de la DGP és baixa.

## Història
El primer embaràs aconseguit mitjançant FIV amb un oòcit humà va ser constatat per l'equip de Monash a la revista The Lancet el 1973, encara que només va durar uns dies i avui dia s'anomenaria això un embaràs bioquímic. Tres anys després es va publicar un embaràs ectòpic a les trompes per Steptoe i Edwards el 1976, que va resultar en el naixement de Louise Brown el 1978 i d'un altre nounat desconegut, els primers nounats nascuts a través de la FIV. Més tard va tenir lloc el naixement de Candice Reed a Melbourne el 1980. La utilització de cicles estimulats amb citrat de clomifè i l'ús de gonadotropina coriònica humana (hCG) per a controlar el moment de la maduració dels oòcits, permetent així el control del moment de l'extracció, va convertir la FIV d'una eina d'investigació a un tractament clínic.
Arran d'això es van produir catorze embarassos, seguits de nou naixements el 1981 amb l'equip universitari de Monash. L'equip de Jones a Norfolk, Virgínia, va millorar els cicles d'estimulació incorporen l'ús d'una hormona estimulant dels fol·licles (uHMG). Això es va donar a conèixer amb el nom d'hiperestimulació ovàrica controlada (HOC). Un altre avanç va ser l'ús d'agonistes de l'hormona que allibera la gonadotropina (GnRH-A), disminuint la necessitat de control al prevenir l'ovulació prematura, i més recentment altres agonistes de l'hormona que allibera la gonadotropina (GnRH-Ant), amb una funció similar. L'ús addicional de contraceptius orals ha permès la programació dels cicles de FIV, cosa que fa que el tractament sigui més fàcil de realitzar pels metges i els pacients. La capacitat de congelar i posteriorment descongelar i transferir embrions també ha millorat significativament l'efectivitat de la FIV.
El 12 de juliol de 1984 neix la primera nena proveta d'Espanya a Barcelona per fecundació in vitro amb l'equip de la biòloga Anna Veiga.
Un altre moment significatiu va ser el desenvolupament de la injecció intracitoplasmàtica d'esperma per Andre van Steirtegham a Brussel·les, el 1992. Això ha permès que homes amb una producció mínima d'espermatozoides aconsegueixin embarassos, de vegades conjuntament amb recuperació d'esperma utilitzant una agulla testicular fina o una biopsia testicular oberta, de manera que també els homes amb la síndrome de Klinefelter poden a vegades aconseguir un embaràs. Per tant, la FIV s'ha convertit en la solució de la majoria dels problemes d'infertilitat, des de problemes a les trompes fins a factors masculins, subfertilitat idiopàtica, endometriosi, edat materna avançada i anovulació.